# Marc Gasol i Sáez
Marc Gasol i Sàez (Barcelona, 29 de gener de 1985) és un jugador de bàsquet professional català, i actualment juga i presideix el Bàsquet Girona.

## Biografia
Marc Gasol va néixer a Barcelona el 29 de gener del 1985, tot i que de ben jove es traslladà a Sant Boi de Llobregat. Germà menor del també jugador Pau Gasol és considerat un dels jugadors amb més futur del bàsquet català. Amb 2,15 metres d'alçada juga a la posició de pivot i destaca per la seva gran fortalesa que, unit a la seva gran alçada, el converteix en un excel·lent rebotador. Té uns bons fonaments tècnics, una bona visió de joc i un gran tir a mitjana distància.
Quan el seu germà va marxar a Memphis, en Marc el va acompanyar, fitxant per una High School (Lausanne High School) amb intenció de seguir formant-se. Va debutar a la Lliga ACB el 26 d'octubre de 2003 amb el primer equip del Futbol Club Barcelona. Aquesta mateixa temporada va col·laborar en la conquesta de la Lliga ACB, encara que va alternar les seves actuacions al primer equip amb l'equip filial, el FC Barcelona B que competeix en la Lliga EBA. La temporada 2005-06 entrà a formar part, de manera definitiva, del primer equip del conjunt blaugrana. Ha estat internacional amb la selecció espanyola Sub-20, Júnior i cadet. Amb aquesta darrera va guanyar la medalla de bronze al Eurobasket de l'any 2001 disputat a Riga.
Debutà l'estiu 2006 a la selecció absoluta, i formà part de l'equip que disputà el Mundial de Bàsquet del Japó 2006. Tingué un paper destacat en la conquesta de l'or en el Mundial, suplint la baixa del seu germà a la final.
El 29 d'octubre del 2008 debutà en partit oficial de l'NBA anotant 12 punts i capturant 12 rebots, registres que el convertien en el millor debutant de l'NBA provinent de l'ACB.
El juliol de 2014 va ser inclòs pel seleccionador estatal Juan Antonio Orenga a la llista dels dotze jugadors que disputarien amb la selecció espanyola de bàsquet el Campionat del món de 2014.
El juny de 2015 fou guardonat amb el Premi Príncep d'Astúries dels Esports, juntament amb el seu germà Pau.
El juliol de 2015 Marc Gasol va signar un contacte amb els Memphis Grizzlies per a les cinc temporades següents.
El febrer de 2019, el català és traspassat als Toronto Raptors, club amb el qual es va proclamar campió de l'NBA el mateix any i el setembre de 2019 aconsegueix el seu segon mundial de bàsquet, convertint-se en el segon jugador de la història a aconseguir la mateixa temporada el títol de l'NBA i el Campionat del món. Al novembre de 2019 s'anuncia els seu fitxatge pels Los Angeles Lakers, seguint d'aquesta manera les passes del seu germà Pau, que també hi jugà sis temporades.
Després de la seva participació als Jocs Olímpics d'Estiu de 2020 es va retirar de la selecció espanyola.
El novembre de 2021 s'uní a la plantilla del primer equip del Bàsquet Girona, club del qual és fundador i president.
Juntament amb el seu germà Pau Gasol, lidera la Gasol Foundation.

## Trajectòria esportiva
- Escola Esportiva Llor Sant Boi (categories inferiors)
- FC Barcelona (categories inferiors)
- Lausanne High School (Memphis): 2001-2003
- FC Barcelona: 2003-2006
- Akasvayu Girona: 2006-2008
- Memphis Grizzlies: 2008-2019
- Toronto Raptors: 2019-2020
- Los Angeles Lakers: 2020-2021
- Bàsquet Girona: 2021-

## Palmarès
- 1 Lliga ACB: 2003-04
- 1 FIBA EuroCup: 2006-07
- 1 NBA: 2019
- 1 MVP de l'ACB (2008)
- 1 Millor Defensor de NBA (2013)
- 1 Segon Equip All-NBA (2013)
- 1 Primer Equip All-NBA (2015)
- Medalla de Bronze al campionat d'Europa cadet de Riga'2001
- Medalla d'Argent als Jocs Olímpics de Pequín 2008 i als Jocs Olímpics de Londres 2012
- Medalla d'Or al Campionat del Món de 2006
- Medalla d'Or al Campionat del Món de 2019